# Гінтс Мейя
Гінтс Мейя (латис. Gints Meija; 4 вересня 1987, м. Рига, СРСР) — латвійський хокеїст, правий нападник. Виступає за «Динамо» (Рига) у Континентальній хокейній лізі. 
Виступав за СК «Рига 18», СК «Рига 20»,  ХК «Рига 2000», «Динамо» (Рига), «Динамо-Юніорс» (Рига), «Металургс» (Лієпая).
У складі національної збірної Латвії учасник зимових Олімпійських ігор 2010 (4 матчі, 0+0), учасник чемпіонатів світу 2010, 2011 і 2012 (19 матчів, 2+4). У складі молодіжної збірної Латвії учасник чемпіонатів світу 2006 і 2007 (дивізіон I). У складі юніорської збірної Латвії учасник чемпіонату світу 2005 (дивізіон I).